# 陰陽少女
『陰陽少女』（おんみょうしょうじょ）は、KBS京都テレビ、tvk、テレビ埼玉が共同で制作した全13話の特撮テレビドラマ。原作は浅井惠子の小説『陰陽奉行』。

## 放送期間
- KBS京都テレビ：2004年10月6日～12月29日　毎週水曜日23:30～24:00
- tvk：2004年10月1日～12月24日　毎週金曜日 23:00～23:30
- テレビ埼玉：2004年10月5日～12月28日　毎週火曜日 21:00～21:30
- 三重テレビ：2005年1月20日～3月31日　毎週木曜日 22:20～22:50

## あらすじ
地獄から解き放たれた邪悪な霊・五つの勾玉によって次々と猟奇的な殺人事件が引き起こされていた。超常現象の研究組織・シードの研究員だったが実験中の事故で死亡した伊佐凪ユキは、妹のミキの体を借り、猟奇事件の元凶である勾玉と対決する。

## スタッフ
- 企画：衣川仲人
- 原作：「陰陽奉行」（浅井惠子、文芸社）
- 監督：亀井亨(1-6話）、藤原健一（7-13話）
- 脚本：大和田悟史
- プロデューサー：岩佐陽一（バッドテイスト）、田村光範（OTC）、砂田和寛、寺西正己

- 撮影：中尾正人
- 照明：田宮健彦
- 監修：いどたけし（OTC）
- 音楽：イイジマケン
- エンディングテーマ ：「赤い魚」（作詞・作曲・歌：伊藤サチコ）

## キャスト
- 伊佐凪ミキ：小向美奈子
- 伊佐凪ユキ：井村空美
- 鸚頼シンイチ：阿部光喜
- 笹丘ニシキ：山田誉子
- 腰越ヒカリ：木庭博光
- 鍛冶ヨシト：菅田俊
- ラク：上山慶子
- 烏丸ダイゼン：木下ほうか
- 青池：勝矢秀人
- ナオ：黒岩伶奈
- 由良：津田寛治
- 西寺：藤井樹
- ワンダーレン：工藤俊作

- ナレーション：浅木勝

## 放送リスト
1. 青き龍のキオク 前編
2. 青き龍のキオク 後編
3. 漆黒ノ孤独 前編
4. 漆黒ノ孤独 後編
5. 黄砂のトケイ 前編
6. 黄砂のトケイ 後編
7. 赤キ炎ノ追憶 前編
8. 赤キ炎ノ追憶 中編
9. 赤キ炎ノ追憶 後編
10. 憎悪ノ果てに白キ残像 前編
11. 憎悪ノ果てに白キ残像 中編
12. 憎悪ノ果てに白キ残像 後編（物語終了）
13. メイキング・オブ陰陽少女